# Mecynostomum auritum
Mecynostomum auritum är en plattmaskart som först beskrevs av Schultze. 1851.  Mecynostomum auritum ingår i släktet Mecynostomum och familjen Mecynostomidae. Arten är reproducerande i Sverige. Inga underarter finns listade i Catalogue of Life.